# Джансев, Генчер
Генчер Джансев (тур. Gençer Cansev; род. 4 января 1989 года, Акдагмадени) — турецкий футболист, играющий на позиции защитника. Ныне выступает за турецкий клуб «Алтай».

## Клубная карьера
Генчер Джансев начинал свою карьеру футболиста в клубе турецкой Второй лиги «Кючюккёйспор» в 2001 году. Летом 2008 года он перешёл в команду Первой лиги «Карталспор», а спустя год — в клуб той же лиги «Гиресунспор». Через год Генчер вновь сменил команду, став игроком «Болуспора», также выступавшего в Первой лиге.
В конце июля 2013 года он подписал контракт с клубом «Истанбул Башакшехир», который по итогам сезона 2013/14 вернулся в Суперлигу. 18 октября 2014 года Генчер дебютировал в главной турецкой лиге, выйдя на замену в первом тайме гостевого поединка против «Коньяспора». Будучи в Первой лиге игроком основного состава «Истанбул Башакшехира», в Супелиге Генчер появлялся на поле в официальных матчах крайне редко. Вторую половину сезона 2015/16 он на правах аренды провёл в команде Первой лиги «Гёзтепе», где играл регулярно и забил 1 гол.

## Достижения
«Истанбул Башакшехир»
- Победитель Первой лиги Турции (1): 2013/14